# Minamisanriku, Miyagi
Minamisanriku (南三陸町 Minamisanriku-chō) là thị trấn thuộc huyện Motoyoshi, tỉnh Miyagi. Tính đến ngày 1 tháng 10 năm 2020, dân số ước tính thị trấn là 12.225 người và mật độ dân số là 75 người/km2. Tổng diện tích thị trấn là 163,40 km2.

## Khí hậu
| Dữ liệu khí hậu của Shizugawa, Minamisanriku | Dữ liệu khí hậu của Shizugawa, Minamisanriku | Dữ liệu khí hậu của Shizugawa, Minamisanriku | Dữ liệu khí hậu của Shizugawa, Minamisanriku | Dữ liệu khí hậu của Shizugawa, Minamisanriku | Dữ liệu khí hậu của Shizugawa, Minamisanriku | Dữ liệu khí hậu của Shizugawa, Minamisanriku | Dữ liệu khí hậu của Shizugawa, Minamisanriku | Dữ liệu khí hậu của Shizugawa, Minamisanriku | Dữ liệu khí hậu của Shizugawa, Minamisanriku | Dữ liệu khí hậu của Shizugawa, Minamisanriku | Dữ liệu khí hậu của Shizugawa, Minamisanriku | Dữ liệu khí hậu của Shizugawa, Minamisanriku | Dữ liệu khí hậu của Shizugawa, Minamisanriku |
| Tháng                                        | 1                                            | 2                                            | 3                                            | 4                                            | 5                                            | 6                                            | 7                                            | 8                                            | 9                                            | 10                                           | 11                                           | 12                                           | Năm                                          |
| -------------------------------------------- | -------------------------------------------- | -------------------------------------------- | -------------------------------------------- | -------------------------------------------- | -------------------------------------------- | -------------------------------------------- | -------------------------------------------- | -------------------------------------------- | -------------------------------------------- | -------------------------------------------- | -------------------------------------------- | -------------------------------------------- | -------------------------------------------- |
| Cao kỉ lục °C (°F)                           | 16.2 (61.2)                                  | 19.6 (67.3)                                  | 23.8 (74.8)                                  | 30.2 (86.4)                                  | 33.5 (92.3)                                  | 34.2 (93.6)                                  | 36.3 (97.3)                                  | 38.0 (100.4)                                 | 35.0 (95.0)                                  | 28.7 (83.7)                                  | 23.5 (74.3)                                  | 20.5 (68.9)                                  | 38.0 (100.4)                                 |
| Trung bình ngày tối đa °C (°F)               | 5.4 (41.7)                                   | 6.3 (43.3)                                   | 9.8 (49.6)                                   | 15.1 (59.2)                                  | 19.4 (66.9)                                  | 22.1 (71.8)                                  | 25.5 (77.9)                                  | 27.3 (81.1)                                  | 24.2 (75.6)                                  | 19.3 (66.7)                                  | 13.8 (56.8)                                  | 7.9 (46.2)                                   | 16.3 (61.4)                                  |
| Trung bình ngày °C (°F)                      | 0.7 (33.3)                                   | 1.2 (34.2)                                   | 4.2 (39.6)                                   | 9.2 (48.6)                                   | 14.0 (57.2)                                  | 17.5 (63.5)                                  | 21.4 (70.5)                                  | 23.0 (73.4)                                  | 19.8 (67.6)                                  | 14.2 (57.6)                                  | 8.4 (47.1)                                   | 3.1 (37.6)                                   | 11.4 (52.5)                                  |
| Tối thiểu trung bình ngày °C (°F)            | −3.1 (26.4)                                  | −3.0 (26.6)                                  | −0.6 (30.9)                                  | 3.8 (38.8)                                   | 9.2 (48.6)                                   | 13.8 (56.8)                                  | 18.3 (64.9)                                  | 19.8 (67.6)                                  | 16.2 (61.2)                                  | 9.8 (49.6)                                   | 3.5 (38.3)                                   | −0.9 (30.4)                                  | 7.2 (45.0)                                   |
| Thấp kỉ lục °C (°F)                          | −12.3 (9.9)                                  | −12.5 (9.5)                                  | −8.1 (17.4)                                  | −4.4 (24.1)                                  | 0.2 (32.4)                                   | 4.5 (40.1)                                   | 9.5 (49.1)                                   | 12.5 (54.5)                                  | 6.7 (44.1)                                   | −0.5 (31.1)                                  | −4.7 (23.5)                                  | −9.6 (14.7)                                  | −12.5 (9.5)                                  |
| Lượng Giáng thủy trung bình mm (inches)      | 45.3 (1.78)                                  | 39.2 (1.54)                                  | 88.6 (3.49)                                  | 103.3 (4.07)                                 | 116.7 (4.59)                                 | 130.7 (5.15)                                 | 167.3 (6.59)                                 | 142.8 (5.62)                                 | 184.2 (7.25)                                 | 155.3 (6.11)                                 | 70.7 (2.78)                                  | 54.2 (2.13)                                  | 1.302,3 (51.27)                              |
| Số ngày giáng thủy trung bình (≥ 1.0 mm)     | 6.1                                          | 6.2                                          | 8.4                                          | 9.0                                          | 10.2                                         | 11.0                                         | 13.1                                         | 11.1                                         | 11.3                                         | 9.0                                          | 7.5                                          | 7.1                                          | 110                                          |
| Số giờ nắng trung bình tháng                 | 171.9                                        | 171.4                                        | 192.3                                        | 199.5                                        | 199.7                                        | 157.9                                        | 139.9                                        | 161.1                                        | 137.9                                        | 155.6                                        | 158.6                                        | 153.4                                        | 1.997,1                                      |
| Nguồn: Cục Khí tượng Nhật Bản                |                                              |                                              |                                              |                                              |                                              |                                              |                                              |                                              |                                              |                                              |                                              |                                              |                                              |